# Боровац (Хвар)
Боровац је ненасељено острвце у хрватском дијелу Јадранског мора. Налази се у групи Паклених отока у средњој Далмацији између острвца Маринковац и Свети Клемент. Источно од њега се налази острвце Планиковац, од којег га дијели око 50 m широк морски пролаз Мало Ждрило. Његова површина износи 0,168 km², док дужина обалске линије износи 1,88 km. Највиши врх је висок 46 m. Административно припада Граду Хвару у Сплитско-далматинској жупанији.